# رابینسونادا یا پدربزرگ انگلیسی من
رابینسونادا یا پدربزرگ انگلیسی من (گرجی: რობინზონიადა ანუ ჩემი ინგლისელი პაპა) فیلمی کمدی به کارگردانی نانا جرجادزه است که در سال ۱۹۸۶ منتشر شد.